# Resupinación

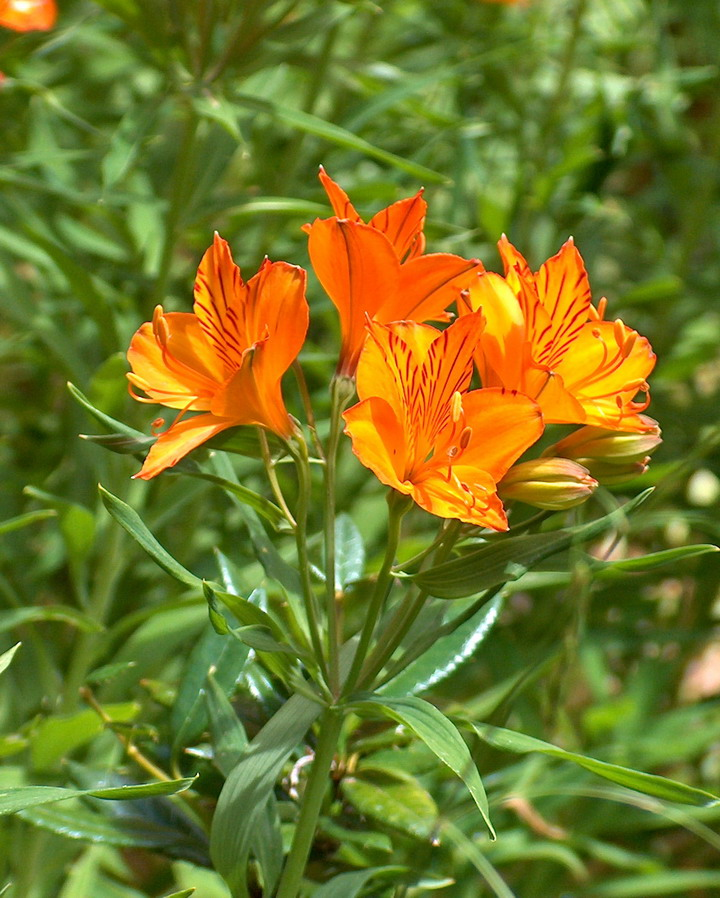
Las alstroemeriáceas (Alstroemeria aurea en la imagen) presentan hojas resupinadas.

En botánica, la resupinación es el fenómeno por el cual un determinado órgano de la planta sufre una inversión o torsión respecto a su posición original. Se dice que dicho órgano está resupinado. El fenómeno es característico de algunas familias de plantas. Por ejemplo, las alstroemeriáceas tienen hojas resupinadas ya que durante el desarrollo las mismas se retuercen de forma tal que la superficie que era superior se vuelve inferior durante la madurez. Las orquídeas, otro ejemplo característico, tienen flores resupinadas.

## Micología
En el ámbito de los hongos el término "resupinato" describe un cuerpo fructífero que consiste de una superficie fértil adnata al substarto. Ciertos géneros tales como Peniophora se destacan porque muchas de sus especies son resupinatas.

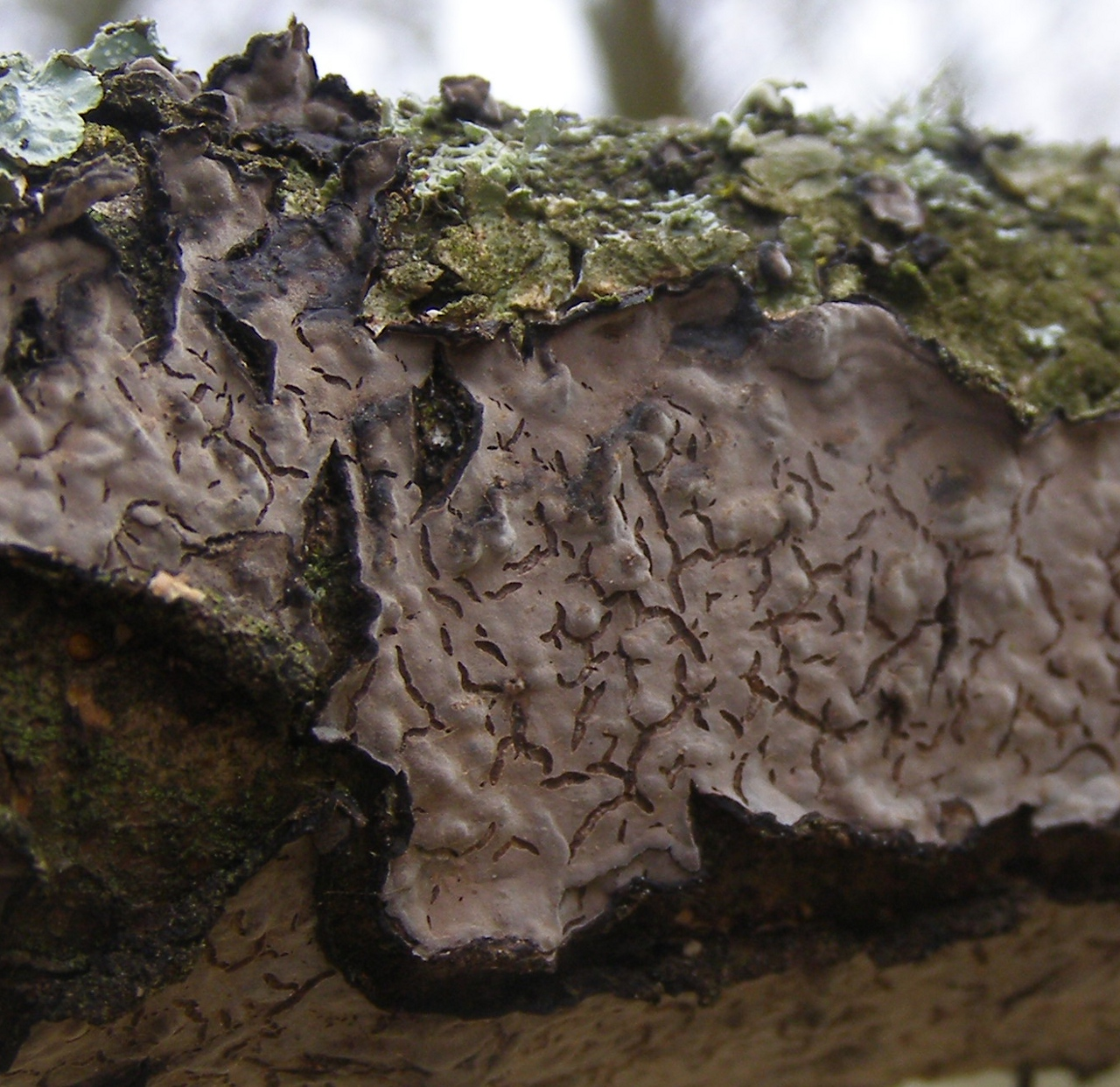
Peniophora quercina
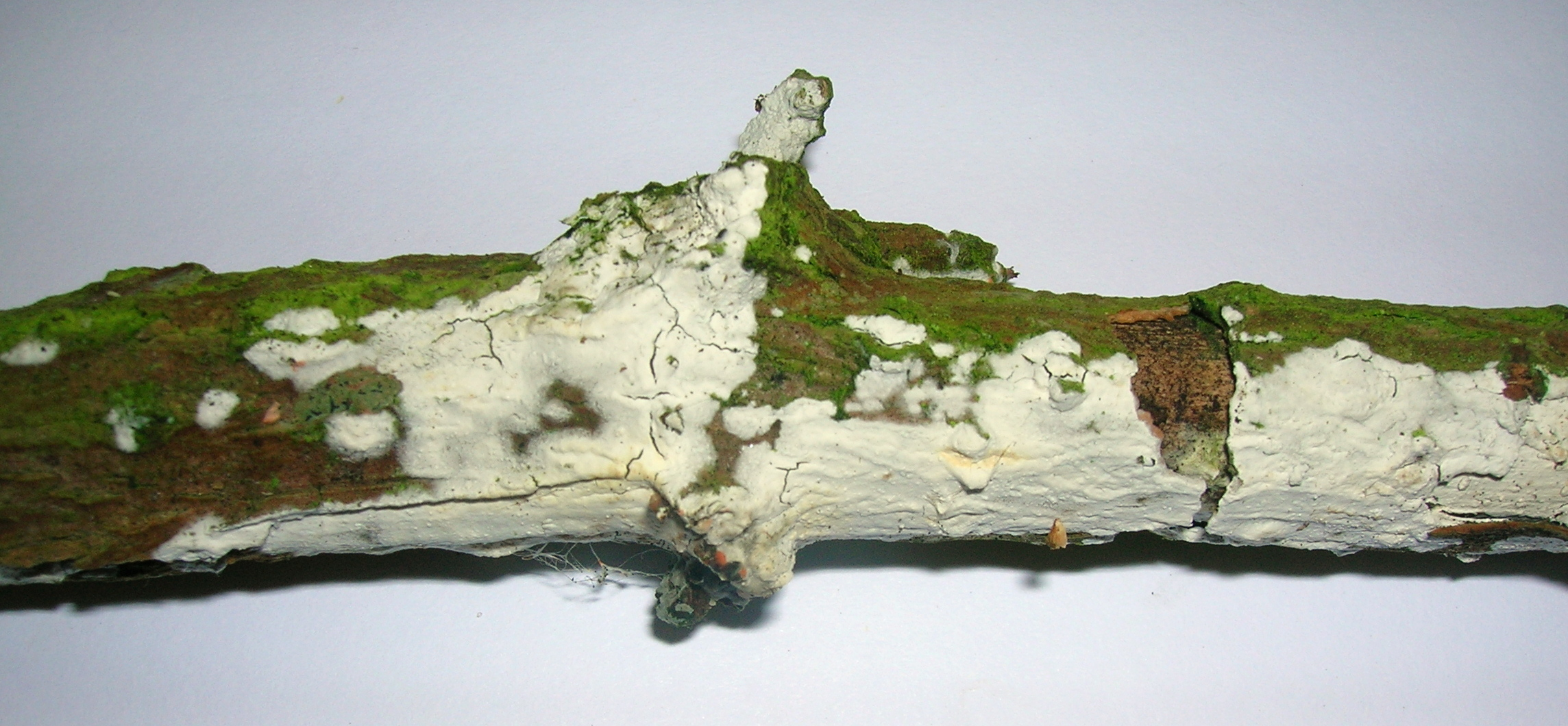
Hyphodontia sambuci